# Idir Ben Addi
Idir Ben Addi, né le 17 novembre 2005 à Ixelles, est un acteur belge.
En 2020, il remporte le Magritte du meilleur espoir masculin à la 10e cérémonie des Magritte du cinéma pour son rôle d'Ahmed dans Le Jeune Ahmed des frères Dardenne.

## Filmographie partielle
Au cinéma
- 2019 : Le Jeune Ahmed : Ahmed

## Récompenses et distinctions
- (en) Idir Ben Addi: Awards, sur l'Internet Movie Database